# Njambuur
Le Njambuur (P 773) est un patrouilleur hauturier PR 72 construit par les chantiers navals SFCN de Villeneuve-la-Garenne. Il est réceptionné par la Marine sénégalaise en 1983. Il devient le bâtiment amiral de la flotte sénégalaise jusqu'en 2016. Son nom provient d'une zone géographique située dans la région de Louga au nord-ouest du Sénégal, le Ndiambour.

## Conception
Il possède une longueur de 58 m sur 7,6 m de large avec un déplacement de 370 t (maximum 440 t). Il est doté de quatre moteurs diesel de 2 060 kW chacun qui garantissent une vitesse de 28 nœuds (51,86 km/h) en pointe. Le navire est armé d'un canon Otobreda 76 mm, d'un canon de 40 mm ainsi que de deux mitrailleuses de 12,7 mm.

## Fonctions
En tant que navire amiral durant de nombreuses années, sa principale mission a été d'assurer la souveraineté sénégalaise dans sa zone économique exclusive, laquelle s'étend sur 159 000 km2 le long de 700 km de côtes. Ses missions sont de l'ordre de la police des pêches, la recherche, l'assistance et le sauvetage en mer, la lutte contre la piraterie, la contrebande et les trafics illicites (de drogue et d'armes principalement). Il est capable de rester environ douze jours en opération sans ravitailler et atteindre jusqu'à 2 500 milles marins (4 630 km).

## Historique
Le bâtiment sort des chantiers SFCN de Villeneuve-la-Garenne le 1er février 1983 pour être commissionné par la Marine sénégalaise qui en fait son bâtiment amiral. Pendant plus de 20 ans, il est le principal navire (avec le Fouta) à assurer la souveraineté sénégalaise dans sa zone économique exclusive. Il est remis à niveau de 2002 à 2003 par la société Raidco Marine ; pour autant, il est de moins en moins opérationnel au cours des années 2010. Avec l'arrivée de Macky Sall à la tête de l'État du Sénégal en 2012, une stratégie de renouvellement de la flotte sénégalaise prévoit une mise à la retraite prochaine du Njambuur. Il est d’ailleurs destitué de son statut amiral par le Fouladou en 2016.

## Galerie

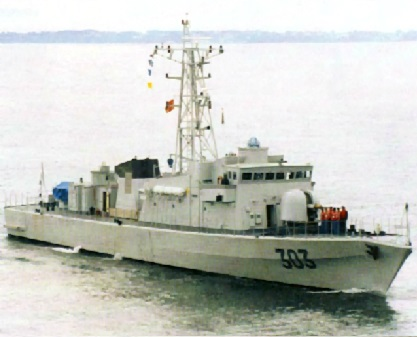
Patrouilleur Triki, PR 72 de la Marine marocaine.